# Comitas paupera
Comitas paupera é uma espécie de gastrópode do gênero Comitas, pertencente a família Pseudomelatomidae.